# Coppa del Mondo di skeleton 2011
La Coppa del Mondo di skeleton 2010/11, venticinquesima edizione della manifestazione organizzata dalla Federazione Internazionale di Bob e Skeleton, è iniziata il 26 novembre 2010 a Whistler, in Canada e si è conclusa il 4 febbraio 2011 a Cesana Torinese, in Italia. Furono disputate sedici gare: otto per quanto concerne gli uomini, altrettante per le donne e due a squadre miste in otto località diverse. 
Questa Coppa del Mondo si è svolta come di consueto in parallelo alla Coppa del Mondo di bob.
Nel corso della stagione si tennero anche i campionati mondiali di Schönau am Königssee 2011, in Germania, competizioni non valide ai fini della Coppa del Mondo, mentre la tappa di Winterberg assegnò anche i titoli europei.
Vincitori delle coppe di cristallo, trofeo conferito ai vincitori del circuito, furono il lettone Martins Dukurs per gli uomini il quale, vincendo cinque gare e rimanendo fuori dal podio solo nella tappa inaugurale, bissò il titolo conseguito nella stagione precedente, e la tedesca Anja Huber per le donne, sempre a podio e alla sua prima affermazione nel massimo circuito mondiale.

## Risultati

### Uomini
| Data             | Località        | Primi classificati          | Secondi classificati        | Terzi classificati          |
| ---------------- | --------------- | --------------------------- | --------------------------- | --------------------------- |
| 27 novembre 2010 | Whistler        | Jon Montgomery Canada       | Kristan Bromley Regno Unito | Aleksandr Tret'jakov Russia |
| 2 dicembre 2010  | Calgary         | Martins Dukurs Lettonia     | Kristan Bromley Regno Unito | Aleksandr Tret'jakov Russia |
| 9 dicembre 2010  | Park City       | Aleksandr Tret'jakov Russia | Sandro Stielicke Germania   | Martins Dukurs Lettonia     |
| 17 dicembre 2010 | Lake Placid     | Sergej Čudinov Russia       | Martins Dukurs Lettonia     | Kristan Bromley Regno Unito |
| 15 gennaio 2011  | Igls            | Martins Dukurs Lettonia     | Sergej Čudinov Russia       | Aleksandr Tret'jakov Russia |
| 23 gennaio 2011  | Winterberg      | Martins Dukurs Lettonia     | Sergej Čudinov Russia       | Aleksandr Tret'jakov Russia |
| 28 gennaio 2011  | Sankt Moritz    | Martins Dukurs Lettonia     | Frank Rommel Germania       | Ben Sandford Nuova Zelanda  |
| 4 febbraio 2011  | Cesana Torinese | Martins Dukurs Lettonia     | Tomass Dukurs Lettonia      | Sandro Stielicke Germania   |

### Donne
| Data             | Località        | Prime classificate         | Seconde classificate         | Terze classificate           |
| ---------------- | --------------- | -------------------------- | ---------------------------- | ---------------------------- |
| 26 novembre 2010 | Whistler        | Marion Thees Germania      | Mellisa Hollingsworth Canada | Anja Huber Germania          |
| 2 dicembre 2010  | Calgary         | Anja Huber Germania        | Shelley Rudman Regno Unito   | Amy Gough Canada             |
| 9 dicembre 2010  | Park City       | Anja Huber Germania        | Shelley Rudman Regno Unito   | Amy Gough Canada             |
| 17 dicembre 2010 | Lake Placid     | Marion Thees Germania      | Shelley Rudman Regno Unito   | Anja Huber Germania          |
| 14 gennaio 2011  | Igls            | Anja Huber Germania        | Shelley Rudman Regno Unito   | Mellisa Hollingsworth Canada |
| 22 gennaio 2011  | Winterberg      | Shelley Rudman Regno Unito | Anja Huber Germania          | Amy Gough Canada             |
| 28 gennaio 2011  | Sankt Moritz    | Shelley Rudman Regno Unito | Mellisa Hollingsworth Canada | Anja Huber Germania          |
| 4 febbraio 2011  | Cesana Torinese | Anja Huber Germania        | Marion Thees Germania        | Darla Deschamps Canada       |

### A squadre
| Data            | Località | Prima classificata                                                                                    | Seconda classificata                                                                                            | Terza classificata                                                                                                |
| --------------- | -------- | --- | --- | --- |
| 3 dicembre 2010 | Calgary  | Germania Frank Rommel Stefanie Szczurek Kristin Steinert Anja Huber Manuel Machata Florian Becke      | Canada Jon Montgomery Mellissa These Emily Baadsvik Amy Gough Lyndon Rush Justin Wilkinson                      | Russia Sergej Čudinov Anastasija Tambovceva Jana Vinochodova Ol'ga Potylicyna Aleksej Gorlačëv Il'ja Ivanov       |
| 15 gennaio 2011 | Igls     | Canada John Fairbairn Helen Upperton Diane Kelly Darla Deschamps-Montgomery Lyndon Rush Cody Sorensen | Austria Matthias Guggenberger Christina Hengster Anna Feichtner Janine Flock Jürgen Loacker Johannes Wipplinger | Russia Aleksandr Tret'jakov Ol'ga Fëdorova Julija Timofeeva Ol'ga Potylicyna Aleksandr Kas'janov Aleksandr Šilkin |

## Classifiche

### Uomini
| Pos. | Nome pilota          | Nazione     | WHI | CAL | PKC | LAK | IGL | WIN | STM | CES | Punti |
| ---- | -------------------- | ----------- | --- | --- | --- | --- | --- | --- | --- | --- | ----- |
| 1    | Martins Dukurs       | Lettonia    | 5   | 1   | 3   | 2   | 1   | 1   | 1   | 1   | 1719  |
| 2    | Sandro Stielicke     | Germania    | 7   | 5   | 2   | 6   | 7   | 7   | 4   | 3   | 1466  |
| 3    | Frank Rommel         | Germania    | 9   | 7   | 11  | 5   | 5   | 5   | 2   | 4   | 1410  |
| 4    | Sergej Čudinov       | Russia      | 8   | 6   | 12  | 1   | 2   | 2   | 19  | 7   | 1351  |
| 5    | Aleksandr Tret'jakov | Russia      | 3   | 2   | 1   | 13  | 3   | 3   | 23  | 10  | 1349  |
| 6    | Michi Halilovic      | Germania    | 4   | 8   | 5   | 7   | 10  | 11  | 12  | 6   | 1288  |
| 7    | Matthew Antoine      | Stati Uniti | 6   | 4   | 9   | 4   | 4   | 8   | 27  | 9   | 1248  |
| 8    | Tomass Dukurs        | Lettonia    | 10  | 25  | 7   | 8   | 8   | 4   | 7   | 2   | 1242  |
| 9    | Jon Montgomery       | Canada      | 1   | 11  | 10  | 14  | 6   | 13  | 8   | 11  | 1209  |
| 10   | John Daly            | Stati Uniti | 19  | 10  | 8   | 10  | 16  | 6   | 5   | 18  | 1058  |

### Donne
| Pos. | Nome pilota           | Nazione     | WHI | CAL | PKC | LAK | IGL | WIN | STM | CES | Punti |
| ---- | --------------------- | ----------- | --- | --- | --- | --- | --- | --- | --- | --- | ----- |
| 1    | Anja Huber            | Germania    | 3   | 1   | 1   | 3   | 1   | 2   | 3   | 1   | 1710  |
| 2    | Shelley Rudman        | Regno Unito | 5   | 2   | 2   | 2   | 2   | 1   | 1   | 7   | 1642  |
| 3    | Mellisa Hollingsworth | Canada      | 2   | 4   | 4   | 5   | 3   | 6   | 2   | 9   | 1516  |
| 4    | Marion Thees          | Germania    | 1   | 5   | 7   | 1   | 10  | 7   | 7   | 2   | 1492  |
| 5    | Amy Gough             | Canada      | 6   | 3   | 3   | 12  | 8   | 3   | 8   | 6   | 1400  |
| 6    | Donna Creighton       | Regno Unito | 4   | 8   | 5   | 6   | 6   | 9   | 20  | 4   | 1300  |
| 7    | Katharina Heinz       | Germania    | 8   | 5   | 10  | 11  | 11  | 13  | 15  | 5   | 1168  |
| 8    | Emma Lincoln-Smith    | Australia   | 10  | 9   | 6   | 9   | 7   | 15  | 13  | 11  | 1152  |
| 9    | Ol'ga Potylicyna      | Russia      | 17  | 15  | 19  | 8   | 4   | 8   | 9   | 23  | 980   |
| 10   | Nozomi Komuro         | Giappone    | 11  | 18  | 11  | 4   | 17  | 11  | 17  | 14  | 968   |